# Allonville
Allonville é uma comuna francesa na região administrativa de Altos da França, no departamento de Somme. Estende-se por uma área de 10,37 km². Em 2010 a comuna tinha 768 habitantes (densidade: 74,1 hab./km²).